# Mount Sir Douglas
Mount Sir Douglas är ett berg i Kanada.   Det ligger på gränsen mellan Alberta British Columbia, i den västra delen av landet, 3 000 km väster om huvudstaden Ottawa. Toppen på Mount Sir Douglas är 3 411 meter över havet. Mount Sir Douglas ingår i Spray Mountains.
Terrängen runt Mount Sir Douglas är bergig åt sydost, men åt nordväst är den kuperad. Mount Sir Douglas är den högsta punkten i trakten. Trakten runt Mount Sir Douglas är nära nog obefolkad, med mindre än två invånare per kvadratkilometer.. Det finns inga samhällen i närheten. 
Trakten runt Mount Sir Douglas består i huvudsak av gräsmarker.